# 佐藤信哉
佐藤 信哉（さとう しんや、1957年2月12日 - ）は、神奈川県川崎市出身のフリーライター、オートバイライダー。

## 略歴
モーターマガジン社『ミスター・バイク』などで連載をもつ。
ドイツの高速道路、アウトバーンの速度無制限区間でスズキ・GSX-R750Rで日本人として初めて公道300km/hを達成。